# Aymee Robainas-Barcia
Aymee Robainas-Barcia es una bióloga española nacida en Cuba.

## Trayectoria
Robainas-Barcia tiene un doctorado en Ciencias biológicas  de la Universidad de Barcelona,y estudia la diversidad genética de cangrejos marinos en las barreras oceanográficas del Océano Atlántico y el Mar Mediterráneo.Trabaja en Barcelona y es   asociada del Centro de Investigaciones Marinas de la Universidad de la Havana, en Cuba.
En 2013 formó parte de un grupo de investigación que descubrió un género nuevo de crustáceo y cinco nuevas especies. El grupo descubrió cinco nuevas especies de crustáceos en Madagascar, Nueva Caledonia, Vanuatu, Filipinas y la Polinesia Francesa. También descubrieron un nuevo género al que llamaron Triodonthea. 

## Premios y reconocimientos
- UH Award, expedida por Best Scientific Paper, 2006.